# 続せがれいじり 変珍たませがれ
『続せがれいじり〜変珍たませがれ〜』は2002年6月27日にエニックス（現スクウェア・エニックス）から発売されたPlayStation 2用ゲーム。1999年6月3日に発売されたPlayStation用ゲーム『せがれいじり』の続編にあたる。

## 概要
「おバカに徹する」というコンセプトを元に作られた、ひたすら馬鹿馬鹿しくくだらなくも、その計算された面白さとシュールさで人気を博した『せがれいじり』の続編である。製作者は前作と同じく秋元きつね。時系列では前作の過去にあたり、せがれやママがどうやって生まれたのか、何故前作のセケンに住んでいたのかと言った事実も明かされる事になる。
せがれを操作してセケン（世界）を歩き回り、様々なオキモノ（オブジェクト）にオカカワリ（アクションを起こす）すると言う基本的な操作は継承しつつ、新たなシステムを取り入れている。画面は3Dになり、前作のように縦横に移動するのではなく、奥行きのあるマップを探索する事になる。
サブタイトルは恐らく「南京玉すだれ」と本作の主題である「変珍」を掛けたものと思われる。

## システム
基本的には前作同様、様々な「作文モノ」や「お楽しみオブジェクト」をいじってストーリーを進めるが、本作では新たなシステムが登場する為、前作とはある程度違った感覚でプレイする必要がある。

### 変珍
本作において最も重要な要素。今回はせがれは後述のオネガイにより、常にドロイドと呼ばれる人型機械を連れ添って移動する。このドロイドは「変珍」によって体のパーツが変化する。作文を作ったり、お楽しみオブジェクトでアクションを起こすとそれに応じた変珍が発動する。パーツは頭、顔、目、鼻、口、上半身、下半身などで、それぞれがせがれの行動で千差万別に変珍していく。

### オネガイ
今回はせがれが依頼人から「オネガイ」を聞いてそれを叶える事でストーリーを進める流れになっている。オネガイを叶えるとは、その依頼人の提示した通りにドロイドを変珍させて来る事で、その度合いは画面横のゲージで確認する事が出来る。依頼人の望んだ姿に近付けばゲージが上昇し、最大値まで上昇すれば依頼達成となり、ストーリーが進行する。逆にゲージは下がる事もあり、前作のように作文を総当りに作っていればクリア出来る訳ではなくなった。

### 作文モノ
前作同様、複数の文章を繋げて作文を作り、それに応じたおバカなムービーを鑑賞する。作った作文によっては新たなオキモノが出現する場合もある。今作は作った作文によって様々な変珍が起こるようになっている。前作とは違い、作文作成回数に制限は無い。また、必ずしも作文を作るとは限らず、例えば「新しい漢字を作る」「ジェスチャーを指定する」など違ったものを作成するオキモノも存在する。
尚、今回は必ずムービーが流れる訳ではなく、オキモノによってはムービー無しで変珍に移行するものがある。また、ムービーにもオチが無いまま変珍シーンに連続するものもある。

### お楽しみオブジェクト
オカカワリする事で様々な反応を見せるオキモノ。こちらも前作とは異なり、基本的に回数制限は無い。アクションの後はそのオキモノに応じた変珍に移行する。

### ジャマッコ
セケンをうろついているお邪魔キャラで、接触すると戦闘になる。戦闘はジャンケンで行われ、出す手は手持ちのカードから選択し、三回勝負で判定される。敗北した場合はランダムなパーツを強制的に変珍させられてしまう（確率により回避できる）。

### ちびゲーム
本作では特定の作文から発生するのではなく、特定のオネガイをクリアすることでおうちでプレイ可能になる。
づらシュート
「づら」を入手することでプレイ可能。チームを選び、サッカーの要領でキッカーはヅラを蹴り、キーパーは左右移動とジャンプでヅラを被る。キーパーがヅラを被るとキーパー側のチームに1点、上手く被るかキッカーがゴールを外すと2点入る。同点ならサドンデスが開始される。選べるチームはゲームの進行に応じて増えていく。
せがれラリーX
「エンジン」を入手することでプレイ可能。戦車に乗り、二つのラインを行き来して障害物をかわす。△ボタンで砲撃できるが、足場を破壊するだけで何の役にも立たない。
インベダンペイ2
「コメ」を入手することでプレイ可能。方向キーでせがれを自由自在に動かし、敵の攻撃をパンチで跳ね返して倒し、コメを集める。
ドデカセンカン
「きあい」を入手することでプレイ可能。巨大な戦艦を操作し、様々な攻撃を駆使して敵を倒す。所謂弾幕系シューティングのボス視点版とも言える内容。
せがれだま
「タマンキ」を入手することでプレイ可能。3×3のマス目上に近づいてくる敵に玉を投げて倒す。玉の色によって効果は様々で、素早く一列に並んだ敵を倒すとビンゴで得点が上がる。ビンゴを3連続達成するとナスが現れ、ボーナスを得られる。

## 登場キャラクター
せがれ
声 - 秋元きつね
前作に引き続き、主人公を務める矢印の蛹。今作で流れ星の欠片が成長して生えたキリンが脱皮して生まれたと言う事実が明らかになった。誕生後、成り行きでセケンの皆の願い事を叶える事になる。
全ての願いを叶えた後、珍太郎からせがれ自身の願い事を聞かれ「珍太郎のようなバカな神様になりたい」と答える（理由は「なんだか楽しそうだから」）。珍太郎から「別のセケンで修行を積めば神様に近づけるかもしれない」と聞かされ、ケモノミチを通って別のセケン（前作の舞台）に旅立って行った。
キリンのまま
前作ではせがれの母だったが、実はせがれと同じ流れ星の欠片から生まれたもので、せがれとは親子ではない。成長しても「キリンのまま」だったと言う事から珍太郎の力でせがれの母である「キリンのママ」になり、せがれと共に新たなセケンに旅立った。
変田珍太郎
今回の舞台となるセケンの神。その名の通り「変」なオヤジである。顔の部分だけが写真になっている。流れ星の欠片を取り敢えず埋めて水を掛け、結果的にせがれとママを生み出した。
メパチコちゃん
その名の通り目がパッチリとした女の子。自身のドロイドがパっとしないので、目が大きくてたくましい身体に変珍させて欲しいと依頼する。オープニングにも登場しているが、それから数年経っているにもかかわらず容姿が変わっていない。
ユキノさん
雪女。と言うより体が氷で出来ているような女性。見た目に寒そうな製氷ドロイドに何か着せてやって欲しいと依頼する。
ウシッコちゃん
牛人間だがくだんと違って小さな女の子。耕運ドロイドを動物っぽく変珍させて欲しいと依頼する。ちなみにウシッコは苗字であり、名前は「ネー」。
ホンカンさん
セケンの警官。おとり捜査の為にドロイドを変珍させて欲しいと依頼する。
ナオユキくん
自身も機械だが、ロケットの完成を目指して建造を進めている。その計画の為にパワフルなドロイドが必要だが、事務用ドロイドしか持っていない為、せがれに変珍を依頼する。
タイチョさん
ケツ面基地（月面ではなく）の隊長。手持ちのギャルドロイドをスペースレンジャーに変えて欲しいと依頼する。
さやかちゃん
内臓セケンに住む少女。食べ物処理ドロイドが十分な処理を行えない為、巨大化させて欲しいと依頼する。
かいぞーくん
悪の軍団を率い、改造を好む。「くちごたえするな」が口癖で、質問をされると条件反射的にそう返してしまう。ドロイドをヒトでも機械でもない姿に改造して欲しいと依頼する。理由は「ヒトはダサい、機械は信用できない」とのこと。
クリソツくん
三つ子のドロイド。長男、次男はそっくりだが三男が全く似ていない為、自分達に似せて欲しいと依頼する。